# Македонистика
Македонистика — междисциплинарная гуманитарная дисциплина, изучающая славянский македонский язык и славянскую македонскую культуру.
Наиболее известен македонский филолог Блаже Конески — один из кодификаторов македонского литературного языка.

## Македонистика в СССР и России
В СССР вопросам македонского языка в разной мере уделяли внимание такие исследователи, как В. М. Иллич-Свитыч, А. М. Селищев, С. Б. Бернштейн. Ведущим советским и российским македонистом является Р. П. Усикова — автор фундаментального описания современного македонского языка — «Грамматики македонского литературного языка» (2003), один из авторов македонско-русских словарей (1997, 2003).